# Хвостова Таїсія В’ячеславівна
Таїсія В'ячеслáвівна Хвостóва (5 листопада 1994, Суми) — українська акторка театру і кіно.

## Життєпис
2012 року закінчила Сумську спеціалізовану школу № 29 та вступила до Сумського державного університету на спеціальність перекладача з іноземних мов. 2015 року перевелася до Київського національного лінгвістичного університету, який закінчила у 2016 році.
2019 року закінчила бакалаврат Київського національного університету культури і мистецтв за спеціальністю «актор драматичного театру», майстерня Ніни Гусакової і Валерії Штефюк, у 2021 закінчила магістратуру КНУКіМ за спеціальністю «сценічне мистецтво».
2022 року одружилася з українським актором Ярославом Шахторіним.
Членкиня Національної спілки театральних діячів України (з 2022).

## Театральна творчість
2014 — грала у молодіжному театрі «Місто С» (Суми, художній керівник Наталя Черкасенко).
2019—2022 — працювала акторкою в театрі-студії «11», грала у пластичній виставі «Божественна комедія. Пекло» (Данте Аліг'єрі). Режисер — Влада Бєлозоренко.
З 2021 — викладачка кафедри режисури та майстерності актора КНУКіМ.
З 2019 — одна з розробників, авторів ідеї комедійного серіалу «Фіцики».
Участь у театральних фестивалях
2021 — взяла участь у ХХІІІ Міжнародному театральному фестивалі «Мельпомена Таврії» (Херсон).

## Фільмографія

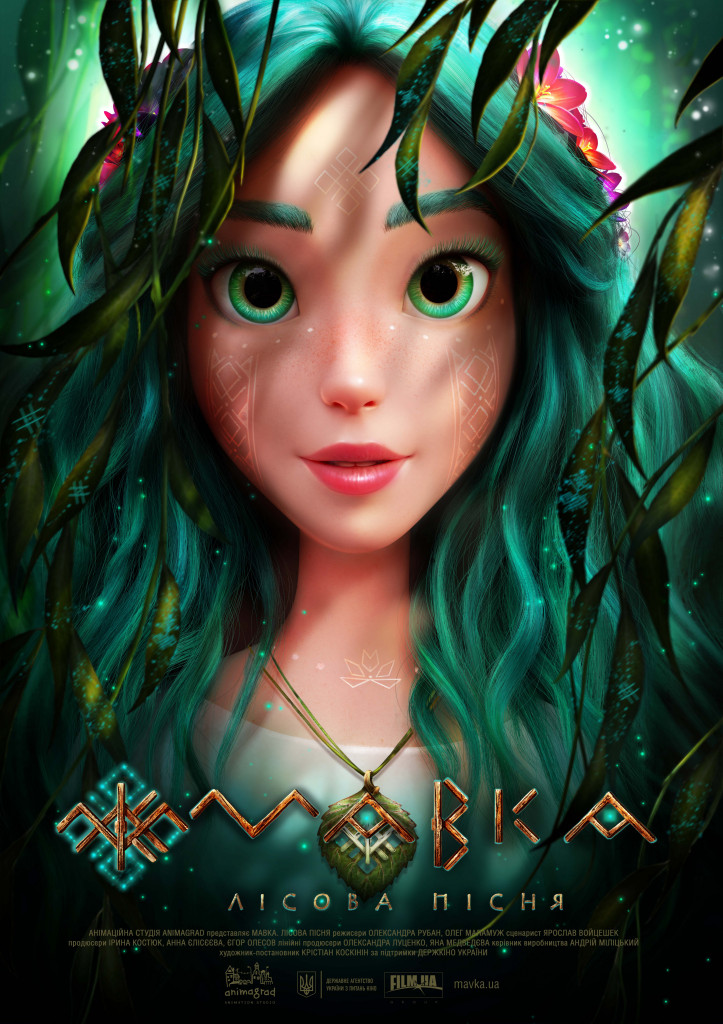
Постер анімаційного фільму Мавка. Лісова пісня, в якому рухи та пластика головної героїні належать Таїсії Хвостовій.

2018 — Вікторія (телесеріал «Коли ми вдома»).
2019 — Рита (телесеріал «Черговий лікар», реж. Ната Лук'янчук).
2020 — Аліна (телесеріал «Виклик», реж. Євген Доронін).
2020 — Яся (телесеріал «Жіночий лікар», реж. Максим Гуленко).
2020 — Ліда (телесеріал «Лікар Віра», реж. Тарас Ткаченко).
2020 — Інна Тишкевич (телесеріал «Перші ластівки. Залежні.», реж. Валентин Шпаков).
2023 — акторка відеореференсів (роль Мавки) у анімаційному фільмі «Мавка. Лісова пісня», реж. Олександра Рубан і Олег Маламуж.
2023 — Ліда (телесеріал «Жіночий лікар. Нове життя», реж. А. Колесник, С. Сотниченко, П. Мащенко)
2024 — Надя («До його ніг», реж. Тетяна Кожукало).
Другорядні ролі
2021 р. — Ната (короткометражний фільм «Безіменна історія», реж. Тетяна Кожукало).
2021 р. — Даша (короткометражний фільм «Ну ти і дура, Ліза»).

## Відзнаки
Головна переможниця від Visa та кіностудії Film.ua у конкурсі в рамках кампанії «Подорож у цікавий світ кіно» (промо до фільму «Захар Беркут», 2019, реж. Ахтем Сеітаблаєв та Джон Вінн).